# فهرست سفیران ایران در ونزوئلا
از آذر ماه ۱۳۴۳ سفرای ایران در آمریکا، در کاراکاس به عنوان سفیر فوق‌العاده معرفی شدند.

## پهلوی
؟
- منوچهر میرزا فرمانفرمائیان (نخستین سفیر ایران در کاراکاس) از آبان ۱۳۵۱ تا آذر ۱۳۵۶
- ضیاءالدین قهاری از دی ۱۳۵۶ تا پیروزی انقلاب

## جمهوری اسلامی
- رفیع رفیعی درمیان (کاردار) ۱۳۵۷ تا ۱۳۶۱
- حسین زین‌الدین ۱۳۶۱ تا ۱۳۶۶
- رضا زرگرباشی ۱۳۶۶ تا ۱۳۷۱
- سید احمد سراج‌زاده ۱۳۷۱ تا ۱۳۷۸
- محمد کشاورززاده ۱۳۷۸ تا ۱۳۸۰
- احمد سبحانی ۱۳۸۰ تا ۱۳۸۵
- عبدالله ذیفن ۱۳۸۵ تا ۱۳۸۸
- عبدالرضا مصری ۱۳۸۸ تا ۱۳۹۱[۱]
- حجت‌الله سلطانی ۱۳۹۱ تا ۱۳۹۴
- مصطفی علایی ۱۳۹۴ تا ۱۳۹۸
- حجت‌الله سلطانی ۱۳۹۸ تا ۱۴۰۴
- علی چگنی از ۱۴۰۴